# Ambiencia
En acústica, ambiencia es una forma de determinar la relación entre el sonido que una persona percibe y el lugar donde lo escucha en un recinto cerrado.
Una manera de determinar este efecto es por medio de la técnica de ray tracing o trazado de rayos. Esta técnica permite saber donde se producen las reflexiones con la finalidad de calcular los recorridos promedios que realiza el sonido (MFP).
En otras palabras es conocer la relación entre la forma en que se escucha y el lugar en donde se está.
- Datos: Q5672070